# 스토브리그 (드라마)
《스토브리그》는 2019년 12월 13일부터 2020년 2월 14일까지 방송된 SBS 금토 드라마이며 프로야구의 준비과정과 선수들의 약물,불법 도박 등의 이야기를 다룬다.

## 줄거리
프로야구 팬들의 눈물마저 말라버린 꼴찌 팀에 새로 부임한 백승수 단장이 남다른 시즌을 준비하면서, 새로운 마음을 다시 재기하는 모습을 그린 스포츠 드라마

## 등장인물

### 드림즈 관계자

#### 프런트
- 남궁민 : 백승수 역 - 신임 단장
- 박은빈 : 이세영 역 - 운영팀장
- 오정세 : 권경민 역 - 구단주의 조카. 재송그룹 상무
- 조병규 : 한재희 역 - 운영팀 직원
- 손종학 : 고강선 역 - 드림즈 사장
- 이준혁 : 고세혁 역 - 스카우트 팀장
- 윤병희 : 양원섭 역 - 스카우트팀 팀원
- 김도현 : 유경택 역 - 전력분석팀 팀장
- 김수진 : 임미선 역 - 마케팅팀 팀장
- 박진우 : 변치훈 역 - 홍보팀 팀장
- 김기무 : 장우석 역 - 前 스카우트팀 차장/ 現 사장 특보

#### 선수
- 홍기준 : 장진우 역 - 노장 투수
- 채종협 : 유민호 역 - 투수 유망주
- 조한선 : 임동규 역 - 4번 타자. 외야수, 국가대표 4번 타자
- 차엽 : 서영주 역 - 주전 포수
- 김동원 : 곽한영 역 - 주전 내야수
- 김봉만 : 강태민 역 - 내야수
- 장원형 : 이용재 역 - 외야수
- 하도권 : 강두기 역 - 국가대표 1선발급 에이스 투수

치어걸
연지후
하소연
은빛
민지민

#### 전직 선수/스태프
- 문원주 : 김기범 역 - 은퇴한 드림즈 선수. 불펜 포수
- 하수호 : 허진욱 역 - 좌완 배팅볼 투수
- 구성환 : 이준모 역
- 김중돈 : 이동구 역 - 前 드림즈 투수

#### 코칭스태프
- 이얼 : 윤성복 역 - 감독
- 손광업 : 최용구 역 - 투수 코치
- 김민상 : 이철민 역 - 수석 코치
- 서호철 : 민태성 역 - 타격 코치

### 야구 관계자들
- 이대연 : 김종무 역 - 바이킹스 단장
- 송영규 : 오사훈 역 - 세이버즈 단장
- 박소진 : 김영채 역 - 스포츠 아나운서ㅡ세영 의 라이벌

### 그 외 인물
- 송민형 : 서기웅 역 - 드림즈 前 단장
- 김정화 : 유정인 역 - 승수의 전처
- 윤선우 : 백영수 역 - 승수의 동생
- 윤복인 : 정미숙 역 - 세영의 어머니
- 전국환 : 권일도 역 - 드림즈 모기업 재송그룹 회장
- 홍인 : 권경준 역 - 권일도의 아들
- 이규호 : 천흥만 역 - 전직 씨름선수
- 이용우 : 길창주 역
- 김중돈 : 이동구 역
- 유인혁 : 김관식 역 - 사이드암 투수

### 특별출연
- 정영숙 : 백승수의 어머니 역
- 이제훈 : 본인 역 - PF소프트 대표
- 펭수

## 촬영지
- 인천SSG랜더스필드 (문학 야구장)
- 커피나무 이수로스팅하우스점
- 대가야문화누리
- 북한산한우마을 (고기마을)
- 훈이네 해장국 (창권에 해장국)
- 블루포인트
- 안나 오브라이언
- 무라카미 야구경기장
- 카아이와 밸리로드
- 퀸즈파크 청담점
- 곱창이야기 마곡점
- 바다빈치
- 카페소솜
- 원효대교
- 열정분식소 라운지 강남점
- 송도 LNG 종합스포츠타운
- 현대칼국수
- 월미도

## 시청률
최저 시청률과 최고 시청률은 시청률 조사회사와 지역별로 시청률에 차이가 있을 수 있습니다.
| 2019년      | 2019년      | 2019년         | 2019년         | 2019년       |
| 회차        | 방송일      | TNmS 시청률    | AGB 시청률     | AGB 시청률   |
| 회차        | 방송일      | 대한민국(전국) | 대한민국(전국) | 서울(수도권) |
| ----------- | ----------- | -------------- | -------------- | ------------ |
| 제1회       | 12월 13일   | %              | 3.3%           | %            |
| 제1회       | 12월 13일   | 5.0%           | 5.5%           | 5.8%         |
| 제2회       | 12월 14일   | %              | 5.5%           | %            |
| 제2회       | 12월 14일   | 7.6%           | 7.8%           | 8.3%         |
| 제3회       | 12월 20일   | 7.1%           | 7.3%           | 8.3%         |
| 제3회       | 12월 20일   | 9.5%           | 9.6%           | 10.3%        |
| 제4회       | 12월 21일   | %              | 8.2%           | 8.5%         |
| 제4회       | 12월 21일   | 9.0%           | 11.4%          | 11.9%        |
| 제5회       | 12월 27일   | 8.5%           | 9.6%           | 10.1%        |
| 제5회       | 12월 27일   | 10.7%          | 12.4%          | 12.9%        |
| 2020년      |             |                |                |              |
| 제6회       | 1월 3일     | 9.5%           | 11.6%          | 13.1%        |
| 제6회       | 1월 3일     | 12.2%          | 14.1%          | 15.4%        |
| 제7회       | 1월 4일     | 9.7%           | 11.3%          | 12.5%        |
| 제7회       | 1월 4일     | 12.2%          | 13.8%          | 15.1%        |
| 제8회       | 1월 10일    | 10.7%          | 12.2%          | 13.7%        |
| 제8회       | 1월 10일    | 13.2%          | 14.9%          | 16.3%        |
| 제9회       | 1월 11일    | 10.1%          | 11.8%          | 13.2%        |
| 제9회       | 1월 11일    | 14.1%          | 15.5%          | 17.0%        |
| 제10회      | 1월 17일    | 11.1%          | 12.9%          | 14.1%        |
| 제10회      | 1월 17일    | 13.2%          | 15.5%          | 16.6%        |
| 제10회      | 1월 17일    | 14.6%          | 17.0%          | 18.4%        |
| 제11회      | 1월 18일    | 9.2%           | 10.7%          | 11.6%        |
| 제11회      | 1월 18일    | 11.1%          | 13.5%          | 14.5%        |
| 제11회      | 1월 18일    | 14.0%          | 16.5%          | 18.1%        |
| 제12회      | 1월 31일    | 11.3%          | 12.0%          | 13.0%        |
| 제12회      | 1월 31일    | 13.2%          | 14.4%          | 15.2%        |
| 제12회      | 1월 31일    | 14.2%          | 15.3%          | 15.5%        |
| 제13회      | 2월 1일     | 9.0%           | 10.1%          | 11.2%        |
| 제13회      | 2월 1일     | 10.8%          | 11.9%          | 12.9%        |
| 제13회      | 2월 1일     | 14.7%          | 16.0%          | 17.4%        |
| 제14회      | 2월 7일     | 12.4%          | 13.2%          | 14.4%        |
| 제14회      | 2월 7일     | 13.6%          | 15.1%          | 15.8%        |
| 제14회      | 2월 7일     | 14.5%          | 16.6%          | 17.2%        |
| 제15회      | 2월 8일     | 9.6%           | 10.6%          | 11.6%        |
| 제15회      | 2월 8일     | 11.7%          | 13.6%          | 14.6%        |
| 제15회      | 2월 8일     | 14.8%          | 16.8%          | 18.2%        |
| 제16회      | 2월 14일    | 13.0%          | 14.8%          | 15.8%        |
| 제16회      | 2월 14일    | 14.7%          | 17.2%          | 18.3%        |
| 제16회      | 2월 14일    | 16.0%          | 89.4           | 20.8%        |
| 평균 시청률 | 평균 시청률 | -              | 12.5%          | -            |

## OST

### Part. 1
| #            | 제목               | 작사           | 작곡           | 아티스트              | 재생 시간 |
| ------------ | ------------------ | -------------- | -------------- | --------------------- | --------- |
| 1.           | 〈큐사인〉         | 박세준, 우지훈 | 박세준, 우지훈 | 이원석 (데이브레이크) | 4:51      |
| 2.           | 〈큐사인 (Inst.)〉 |                | 박세준, 우지훈 |                       | 4:51      |
| 총 재생 시간 | 총 재생 시간       | 총 재생 시간   | 총 재생 시간   | 총 재생 시간          | 9:42      |

### Part. 2
| #            | 제목             | 작사         | 작곡                  | 아티스트     | 재생 시간 |
| ------------ | ---------------- | ------------ | --------------------- | ------------ | --------- |
| 1.           | 〈Mind〉         | OneTop       | OneTop (편곡: OneTop) | 케빈 오      | 4:01      |
| 2.           | 〈Mind (Inst.)〉 |              | OneTop (편곡: OneTop) |              | 4:01      |
| 총 재생 시간 | 총 재생 시간     | 총 재생 시간 | 총 재생 시간          | 총 재생 시간 | 8:02      |

### Part. 3
| #            | 제목                          | 작사         | 작곡           | 아티스트     | 재생 시간 |
| ------------ | ----------------------------- | ------------ | -------------- | ------------ | --------- |
| 1.           | 〈찬바람이 스쳐가며〉         | 한준, 박세준 | 이유진, 박세준 | OLIVER       | 3:30      |
| 2.           | 〈찬바람이 스쳐가며 (Inst.)〉 |              | 이유진, 박세준 |              | 3:30      |
| 총 재생 시간 | 총 재생 시간                  | 총 재생 시간 | 총 재생 시간   | 총 재생 시간 | 7:00      |

### Part. 4
| #            | 제목                          | 작사           | 작곡           | 아티스트        | 재생 시간 |
| ------------ | ----------------------------- | -------------- | -------------- | --------------- | --------- |
| 1.           | 〈하루가 저물어간다〉         | 정성민, 신지후 | 정성민, 신지후 | 김태현 (딕펑스) | 3:46      |
| 2.           | 〈하루가 저물어간다 (Inst.)〉 |                | 정성민, 신지후 |                 | 3:46      |
| 총 재생 시간 | 총 재생 시간                  | 총 재생 시간   | 총 재생 시간   | 총 재생 시간    | 7:32      |

### Part. 5
| #            | 제목             | 작사         | 작곡              | 아티스트         | 재생 시간 |
| ------------ | ---------------- | ------------ | ----------------- | ---------------- | --------- |
| 1.           | 〈Down〉         | 유재         | Zigzag Note, 유재 | 사비나 앤 드론즈 | 3:23      |
| 2.           | 〈Down (Inst.)〉 |              | Zigzag Note, 유재 |                  | 3:23      |
| 총 재생 시간 | 총 재생 시간     | 총 재생 시간 | 총 재생 시간      | 총 재생 시간     | 6:46      |

## 드라마 이모저모
- 제목으로 사용된 '스토브리그(Stove League)'란, 프로야구 정규 시즌이 끝난 휴식기에 팀 전력 보강 차원에서, 팬들이 난롯가에 둘러앉아 선수들의 연봉 협상이나 트레이드 등에 관해 입씨름을 벌이는 데서 비롯된 말이다.
- 프로그램 기획서에 기재된 스포츠 드라마 '스토브리그'의 기획 의도는 다음과 같다.

1. 야구 드라마다.
프로야구 경제적 파급 효과 2조원, 프로야구 관중 800만 시대,
역동적인 그라운드, 진한 땀 냄새에 열광하는
프로야구 팬들의 취향 저격하는 이야기.
2. 야구 드라마 같은 오피스 드라마다.
선수가 아닌 단장을 비롯한 프런트들의 이야기다.
프로 스포츠의 게스트(조연)인 프런트를 쫓아가는
이 드라마는 사실 그들이 단순 그림자가 아닌
겨울 시즌의 또 다른 주인공임을 보여줄 것이다.
3. 오피스물 같은 전쟁 드라마다.
패배가 익숙하고 썩어 들어가는 팀을 성장시키는 과정은
결코 익숙한, 아름다운 성장드라마가 아니다.
썩은 것을 도려내기 위해 악랄해지고 진흙탕을 뒹구는
추악하고 처절한 싸움으로 이루어질 것이다.
오늘만 사는 듯 싸워나가는 주인공에 눈살이 찌푸려져도
'사회적 약자이면서도 관성에 저항하는 악귀'를
지켜볼 수밖에 없고 응원하게 되기를 바라며.
4. 전쟁물 같은 휴먼 성장드라마다.
프로스포츠는 가혹하다.
꼴찌 팀은 그들이 꼴찌라는 것을 전 국민이 알 수 있다.
그 팀의 소속이라는 이유만으로
그 팀을 응원한다는 이유만으로
어깨가 처지고 말수가 줄어드는 경험을 해봤는가.
처음부터 꼴찌였던, 벗어나려 발버둥을 쳐도 꼴찌였던 이들은
꼴찌에서 2등만 해도 웃을 수 있다.
불가피하게 어딘가 존재하는 꼴찌들이
기죽지 않는 판타지를 꿈꾸며 이 이야기를 쓰고 있다.

- 남녀간의 알콩달콩한 러브 스토리에만 치중했던 기존 상업적 트렌디 드라마와는 달리, 스포츠 드라마 특유의 흥미성과 휴머니즘을 제대로 잘 조화시킨 이미지로 그 동안 드라마 기근에 시달렸던 수 많은 시청자들에게 큰 호평을 얻으면서, 17% 내외의 압도적인 시청률을 기록하는 기염을 토하여, KBS 2TV 수목 드라마 '동백꽃 필 무렵'에 이은 역대 최대 기록으로 꼽힌다.[4]
- 이에 따라 성민규 롯데 자이언츠 신임 단장이 주연 배우인 남궁민의 실명을 따 '남궁민규'라는 별명을 얻는 등, 실제 야구 선수와 프론트도 주목한 드라마로 자리매김했다.[5]
- CJ ENM에서는 본 프로그램을 2020년 2월 1주(2월 3일 ~ 2월 9일) 콘텐츠 영향력 지수(CONTENT POWER INDEX) 비드라마 종합순위 4위로 선정했으며, 237.9점을 받았다.
- 극 중에서 등장하는 선수들의 성적은 인위적으로 작성된 것이 아니라, 실제 KBO 리그 선수들의 성적을 참고해서 작성된 것이므로, 드라마 속 극적 요소만을 골라서 만들었다.
- 극 중에서 방송된 야구장은 인천광역시 미추홀구에 위치한 인천SSG랜더스필드(SSG 랜더스 홈구장)에서 촬영하였다.

## 설정 및 용어

### KPB 리그 구단
- 세이버스 (SABRES)
- HG 바이킹스 (VIKINGS)
- MG 펠리컨즈 (PELICANS)
- 태강 웨일스 (WHALES)
- 재규어스 (JAGUARS)
- 데블스 (DEVILS)
- SV 타이탄스 (TITANS)
- 블랙윙스 (BLACK WINGS)
- 레드호크스 (REDHAWKS)
- 재송 드림즈 (DREAMS)

극중에서 주요 등장 팀은 드림즈, 바이킹스, 펠리컨즈 3개 구단이다.

### 재송 드림즈
1982년에 창단되었다. 동진시 남구 현성로 618 홈구장 내에 있다. 이후 PF 소프트에 인수되어 PF 드림즈로 개편된 것으로 마무리되는 설정이 있었다.

### 재송그룹
재송 드림즈는 재송그룹에 의해 만들어져 있었다.
- 권일도: 재송그룹 회장이다.
- 권경민: 재송그룹 상무, 드림즈 구단주 대행이었으나 드림즈 사장이 되었다.

### 동진시
모티브는 인천광역시다. 극 중 드림즈의 연고지로 설정되었다.

## 수상 경력
- 2020년 제56회 백상예술대상 TV 부문 드라마 작품상
- 2020년 SBS 연기대상 대상 남궁민
- 2020년 SBS 연기대상 남자 베스트 캐릭터상 오정세
- 2020년 SBS 연기대상 남자 신인 연기상 조병규
- 2020년 SBS 연기대상 조연상 팀부문
- 2020년 제15회 서울 드라마 어워즈 한류 드라마 우수 작품상

## 결방 사유 및 스페셜 방송
- 2019년 12월 28일 : 《2019 SBS 연예대상》 시상식 중계방송으로 인한 결방.
- 2020년 1월 24일 : 2020 설날특선영화 《나의 특별한 형제》 편성으로 인한 결방.
- 2020년 1월 25일 : 2020 설날특선영화 《악인전》 편성으로 인한 결방.
- 2020년 2월 15일 : 명장면 모음과 비하인드 영상을 담은 〈스토브리그 파이널 리포트〉가 편성됨.

## 참고 사항
- 본 드라마는 등장 인물들의 심리적 묘사를 허구적으로 창작된 픽션이며, 실제와 전혀 관계 없음을 밝히고, 야구단에 관한 이야기를 담는다.
- 당초 2019년 11월 29일부터 방송할 예정이었지만, 금토드라마 방송 시간 동안 편성 공백을 메우기 위해, 창사특집 다큐멘터리를 우선 편성하여, 2주 간격을 맞춰서, 2019년 12월 13일부터 방영을 개시하였다.
- 본 화면은 레터박스로 구성되었다.

## 같이 보기
- 대한민국의 텔레비전 드라마 목록 (ㅅ)
- 2019년 대한민국의 텔레비전 드라마 목록